# Сенегальська кухня

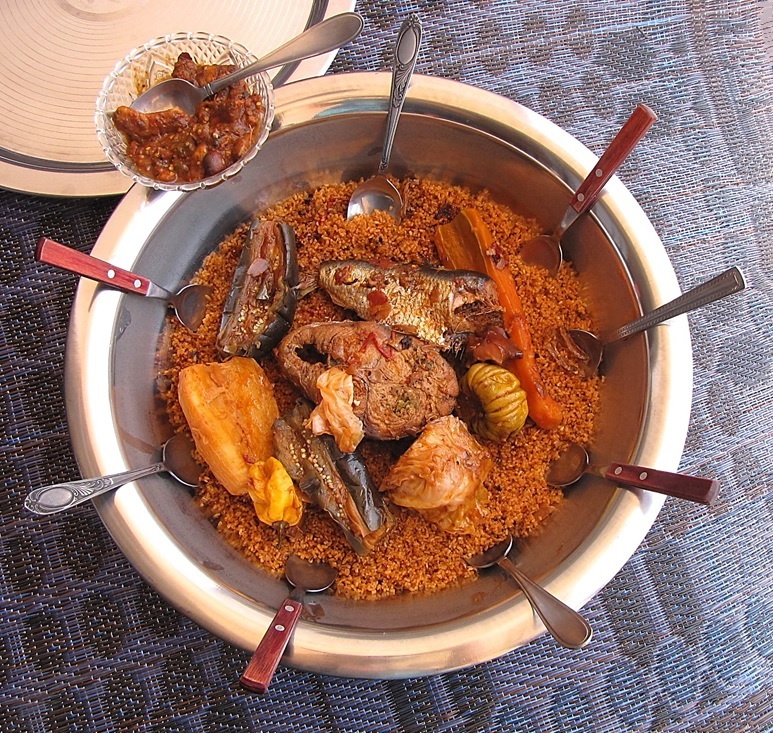
Тьєбудьєнн з тамариндом

Сенегальська кухня (фр. Cuisine sénégalaise) — традиційна західно-африканська кухня, поширена на території Сенегалу. Сформувалася під впливом північно-африканської, французької та португальської кухонь та харчових переваг численних етнічних груп Сенегалу, найбільшою з яких є волоф. Великий вплив на сенегальську кухню надав іслам.

## Продукти
У сенегальській кухні багато страв з риби. При приготуванні їжі використовуються баранина та яловичина, а також м'ясо курки. Свинина зустрічається вкрай рідко через харчові заборони в ісламі. Також використовуються пташині яйця, зернові та бобові рослини - арахіс, кус-кус, білий рис, сочевиця, горох. Різні овочі. Широко поширене вживання в їжу солодкої картоплі. М'ясо та овочі зазвичай тушкують або маринують з травами та спеціями, а потім виливають на рис або кус-кус або їдять з хлібом.

## Фірмові страви
Тьєбудьєнн, або чебу-єн, тобто «рис з рибою», національна страва Сенегалу; складається з ароматною риби, яка маринується з петрушкою, лимоном, часником, цибулею та іншими травами, а потім готується з томатною пастою та різними овочами, такими, як салат, капуста та морква. Рис пізніше додається в суміш та набуває червонуватого вид.
Чебу-яп, або «рис з м'ясом», популярна страва у сенегальців; зазвичай готується з яловичини (рідше, баранини), яку спочатку смажать, потім приправляють цибулею, часником, чорним та червоним перцем, сіллю та іншими інгредієнтами. Пізніше в суміш для м'яса додають воду та гірчицю, щоб дати м'ясу пом'якшити та увібрати в себе аромати спецій. Потім в суміш додають рис, який, як правило, приправляють зеленими оливками або вареною квасолею.
Чебу-гінар, або «рис з куркою». Готують, як і чебу-яп; спочатку курку смажать з травами та спеціями, потім замочують у воді та гірчиці. Після додають рис, який зазвичай приправляють морквою.
Чебу-герте, або «рис з арахісом». Арахіс - експортний продукт Сенегалу. М'ясо спочатку обсмажують з травами та спеціями. Потім додають арахісову пасту, замість гірчиці, і воду, щоб м'ясо ввібрало смак арахісу. Після додають рис. Ця страва мало відома за межами Сенегалу, тому що готується сенегальцями в особливих випадках.
Чере, страва з кус-куса, популярна в Сенегалі, Гамбії та Мавританії . Фаттах, місцевий фастфуд, являє собою смажене тісто з картоплею фрі, густим цибулевим соусом яса, смаженим яйцем з додаванням невеликої кількості кетчупу та гострого соусу.
Одна з найвідоміших сенегальських страв - куряча яса. Також популярна яса з риби. Назва цих страв походить від традиційного сенегальського маринаду яса, який готують з лайма чи лимона, а також цибулі, оцту, олії, чорного перцю та солі. У ньому перед приготуванням вимочується риба або курка. Яса з білим рисом - традиційна страва для святкових обідів .

Страви сенегальської кухні
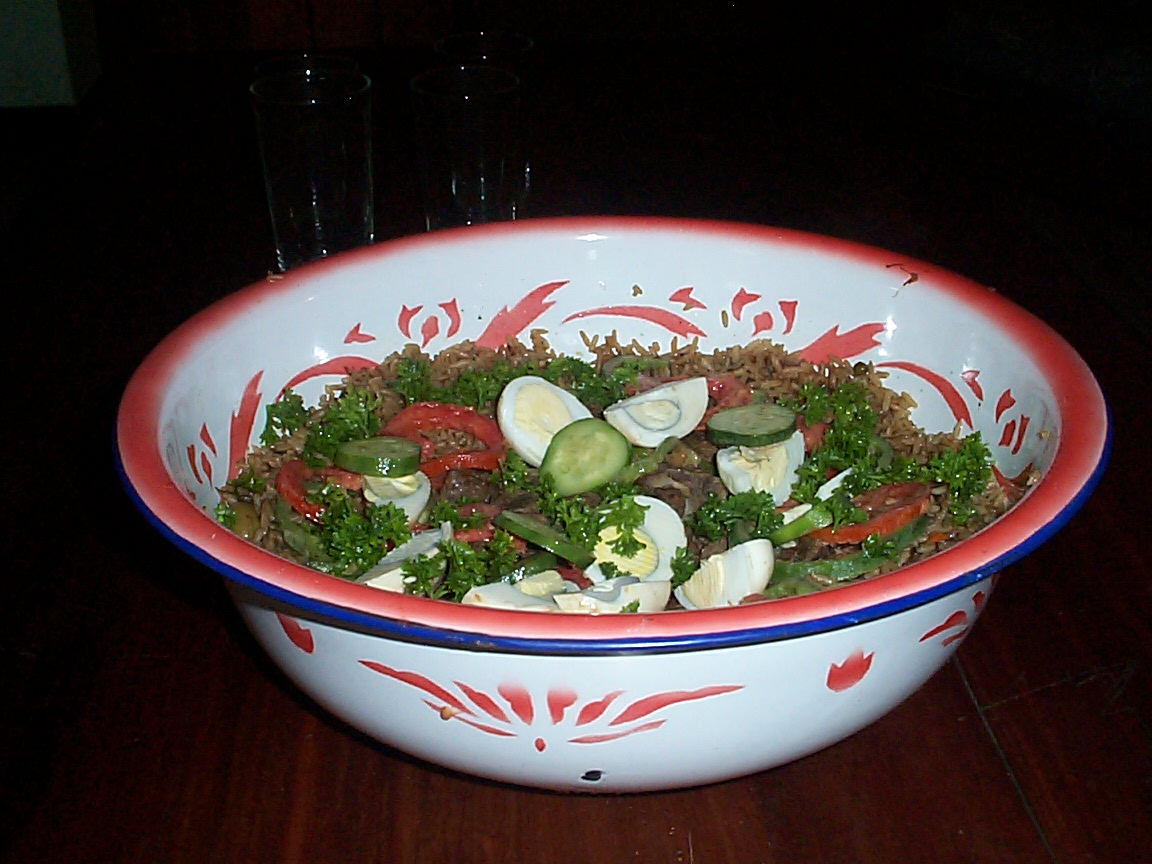
Чебу-яп
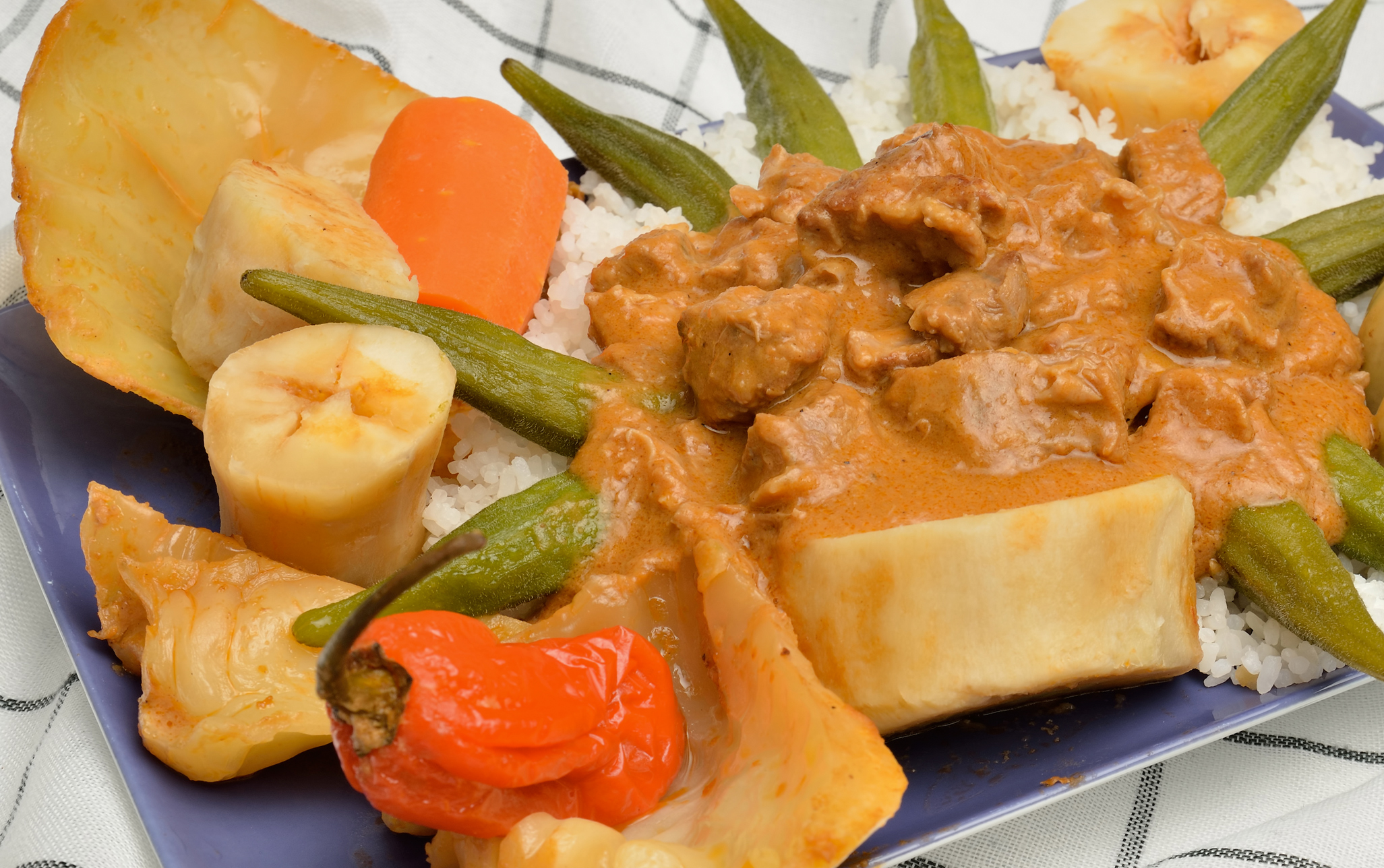
Маафе[fr]
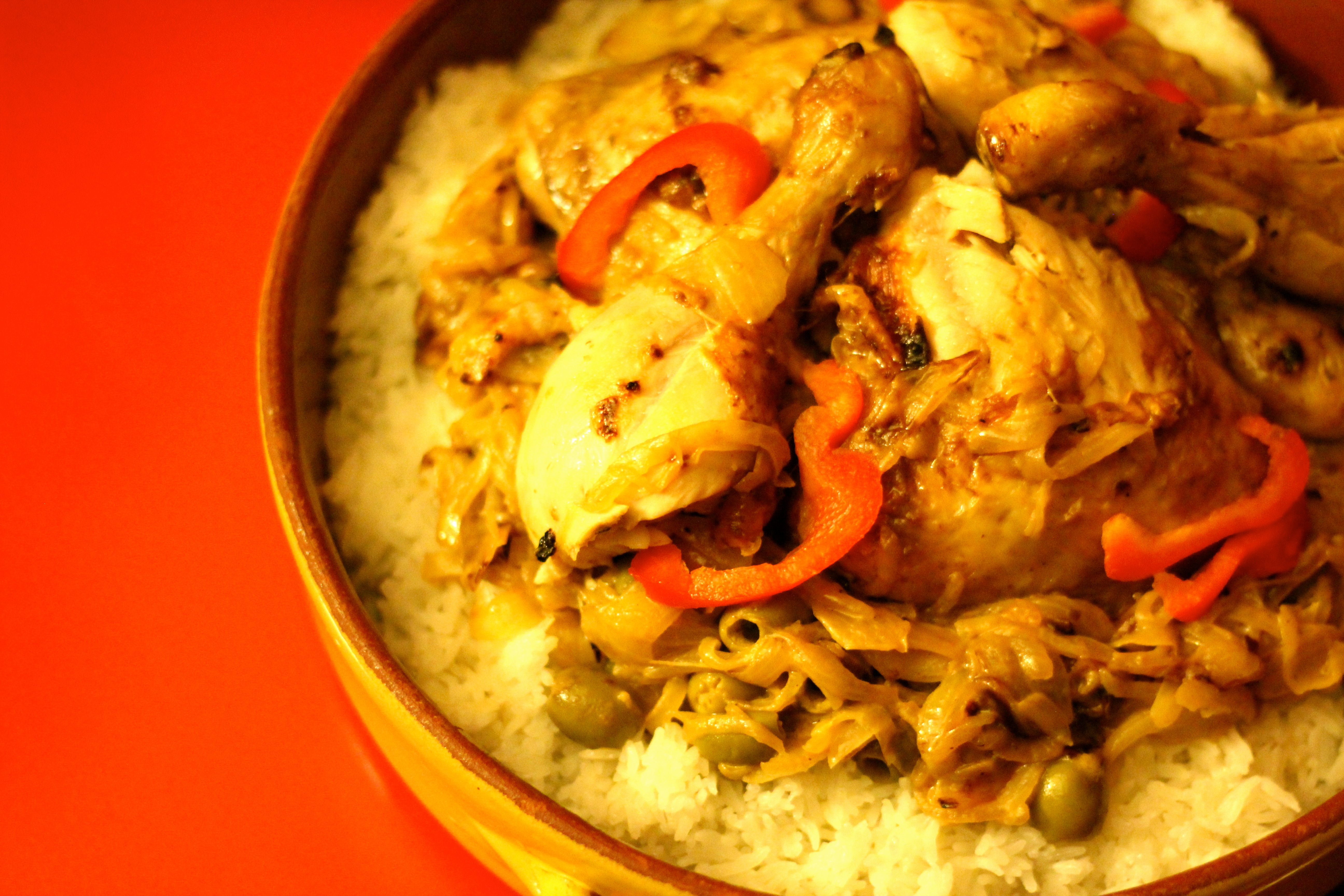
Яса [fr]
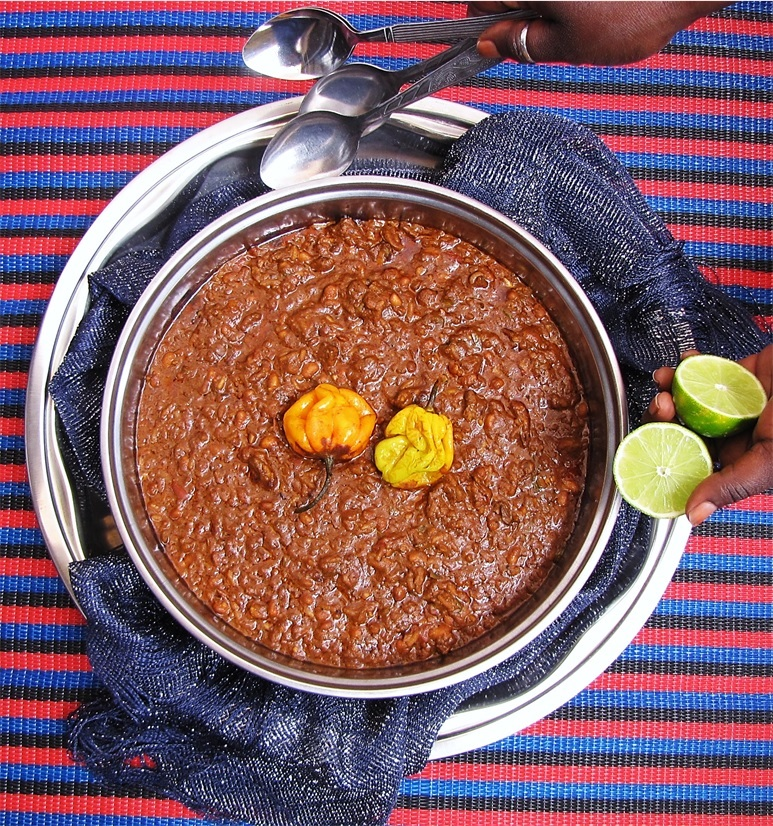
Дахін [fr]

## Напої та десерти
Великою популярністю користуються свіжі соки з бісапа, імбиру, буя («буй», або «фруктовий хліб мавпи» - плід баобаба), манго та інших фруктів, а також соки дерев, або «коросоль». У дуже солодких десертах сенегальської кухні місцеві інгредієнти поєднуються з екстравагантністю та стилем, привнесеними французьким впливом. Десерти часто подаються зі свіжими фруктами і традиційно супроводжуються кавою або чаєм. Чай, відомий як «аттайя», подається в традиційному стилі.